# U 406
U 406 war ein deutsches Unterseeboot des Typs VII C, das im U-Boot-Krieg des Zweiten Weltkriegs durch die deutsche Kriegsmarine im Nord- und Mittelatlantik sowie in der Biskaya eingesetzt wurde.

## Technische Daten
U 406 gehörte zum zweiten Bauauftrag, der von Seiten der Kriegsmarine an die Danziger Werft AG  erging. Der Auftrag umfasste insgesamt vier Boote. Im Laufe des Zweiten Weltkrieges lieferte diese Werft insgesamt 32 U-Boote vom Typ VII C – sogenannte Atlantikboote – aus. So ein Boot war 67 m lang und verdrängte unter Wasser 865 m³ und über Wasser 761 m³. Bei Überwasserfahrt trieben zwei Dieselmotoren das Boot zu einer Geschwindigkeit von 17 kn an, während bei Unterwasserfahrt zwei Elektromotoren eine Geschwindigkeit von 7 kn gewährleisteten. Die Bewaffnung der VII C-Boote bestand bis 1944 aus einer 8,8-cm-Kanone und einer 2-cm-Flak an Deck sowie vier Bugtorpedorohren und einem Hecktorpedorohr. Üblicherweise führte ein VII C-Boot 14 Torpedos mit sich. Bereits während der Ausbildungszeit in der Ostsee wählten die Besatzungen der meisten deutschen U-Boote oft ein spezifisches Kennzeichen für ihre Einheit, das am Turm aufgemalt und an der Mütze getragen wurde. Das Emblem von U 406 ergab sich aus einer Variation der Markierung durch das U-Boot-Abnahmekommando, das für die Prüfung von Bootneubauten zuständig war. Im Fall der Danziger Werft bestand dies aus einem Punkt mit einem waagerechten Strich darunter. Dieses UAK-Zeichen wurde von der Besatzung derart abgewandelt, dass der Punkt einen Vogelkopf und einen Schwanz erhielt und mit zwei Beinen mit dem unteren Strich verbunden wurde. Zudem bürgerte sich die Bezeichnung U-Spatz ein.

## Einsatz und Geschichte
Bis April 1942 unterstand U 406 als Ausbildungsboot der 8. U-Flottille in Danzig. Kommandant Dieterichs unternahm in dieser Zeit Übungsfahrten zum Training der Besatzung und zum Einfahren des Bootes. Am 4. April 1942 brach das Boot von Kiel aus zu seiner ersten Unternehmung auf. Zwei Wochen später erreichte das Boot Saint-Nazaire, Stützpunkt der 7. U-Flottille, wo U 406 von nun an stationiert war. Von hier aus brach es unter Dieterichs Kommando zu zehn weiteren Unternehmungen auf, die das Boot bis in den Mittelatlantik und an die westafrikanische Küste führten.

### Geleitzugschlachten

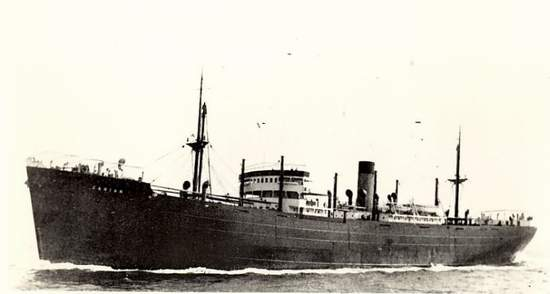
Die Zarian gehörte zum Geleitzug ONS 154 und wurde von U 406 beschädigt

Das Boot gehörte zu einer Gruppe von U-Booten, die vom 27. bis zum 29. Dezember 1942, nach den Maßgaben der von Karl Dönitz entwickelten Rudeltaktik, den alliierten Geleitzug ONS 154 angriffen. Der Konvoi war am 16. Dezember von Adolph Graef, dem Kommandanten von U 664, gemeldet worden und bestand aus 44 Handelsschiffen. ONS 154 wurde eskortiert von einer Geleitschutzgruppe der Royal Canadian Navy, die aus einem Zerstörer und fünf Korvetten bestand. Zudem begleiteten ein Rettungsschiff und ein Katapultschiff den Geleitzug. Kommandant Dieterichs attackierte den Konvoi am 28. Dezember mit mehreren Flächen-Absuch-Torpedos (FAT) und beschädigte gegen viertel nach elf drei Schiffe. Die britischen Frachter Baron Cochrane und Zarian wurden später von U 123 und U 591 versenkt. Die ebenfalls durch Dieterichs’ Fächerschuss beschädigte britische Lynten Grange wurde zunächst von U 123 verfehlt und dann von U 628 versenkt. Kommandant Dieterichs gab an, mit demselben Schuss einen weiteren großen Dampfer beschädigt zu haben – dieser Treffer konnte allerdings nicht bestätigt werden.

### Einsatz vor Südamerika

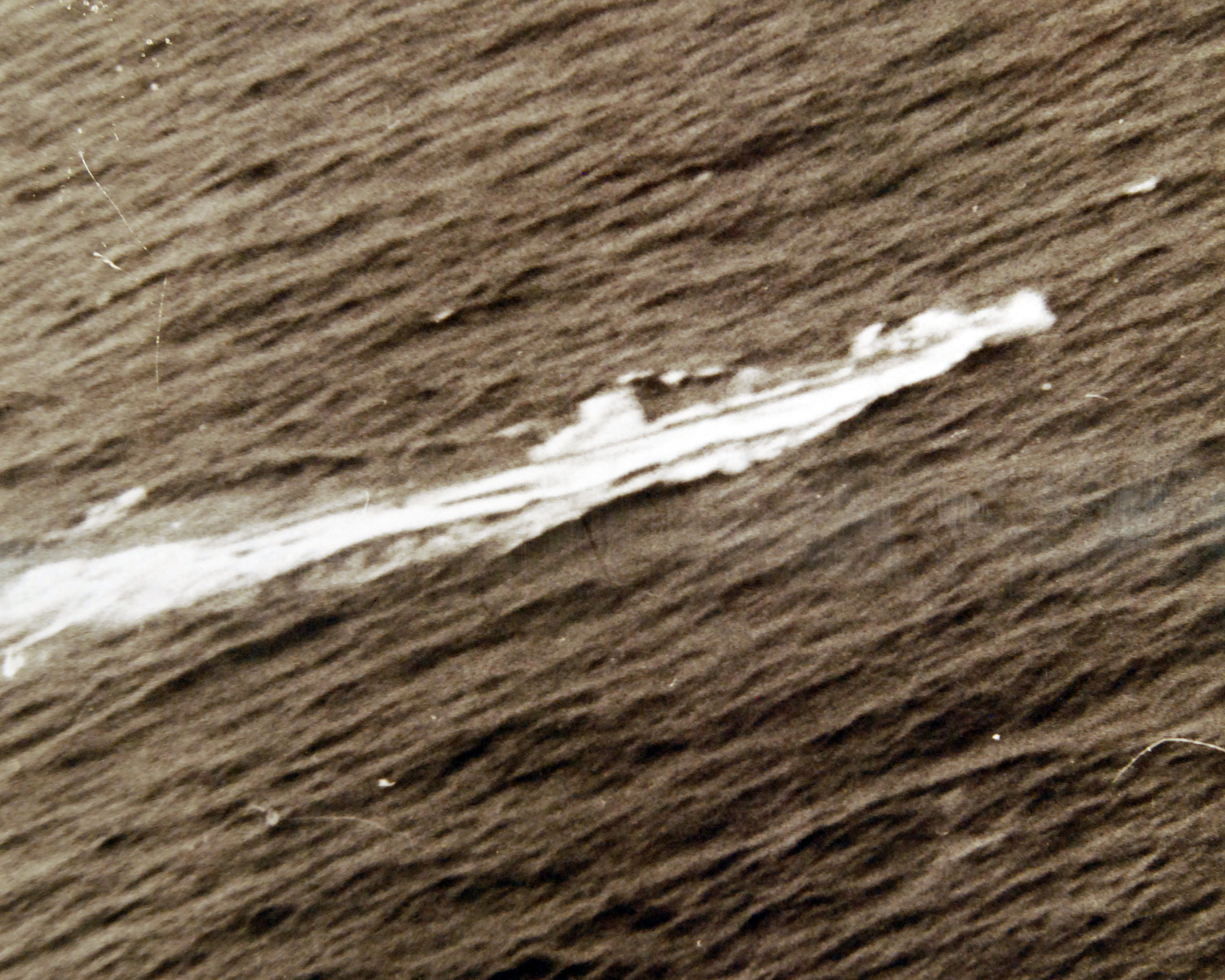
U 572 wurde versenkt, bevor es mit U 406 zusammentreffen konnte

Im Juni 1943 patrouillierte Dieterichs mit U 406 zwischen Trinidad und Französisch-Guayana. Nachdem das Boot dort im Kampf gegen alliierte Flugzeuge einen Großteil seiner Artilleriemunition verbraucht hatte, erbat er von der U-Bootführung ein Treffen mit dem weiter nördlich patrouillierenden U 572, um Munition und Waffenfett zu übernehmen. Die Koordination des geplanten Zusammentreffens konnten allerdings von den Alliierten abgehört werden, woraufhin U 572 am verabredeten Treffpunkt von einem Flugboot der US Navy versenkt wurde. Kommandant Dieterichs patrouillierte mit U 406 noch weitere zwei Wochen in dem Seegebiet, bis sich das Boot schließlich auf den Rückmarsch nach Frankreich machte. Auf der Fahrt wurde es am 23. August nochmals von einem Flugzeug angegriffen. Die Besatzung setzte sich erneut mit Artillerie zur Wehr, wobei zwei Mann getötet und drei weitere verwundet wurden. U 406 erreichte seinen Stützpunkt Saint-Nazaire am 15. September 1943.

## Versenkung

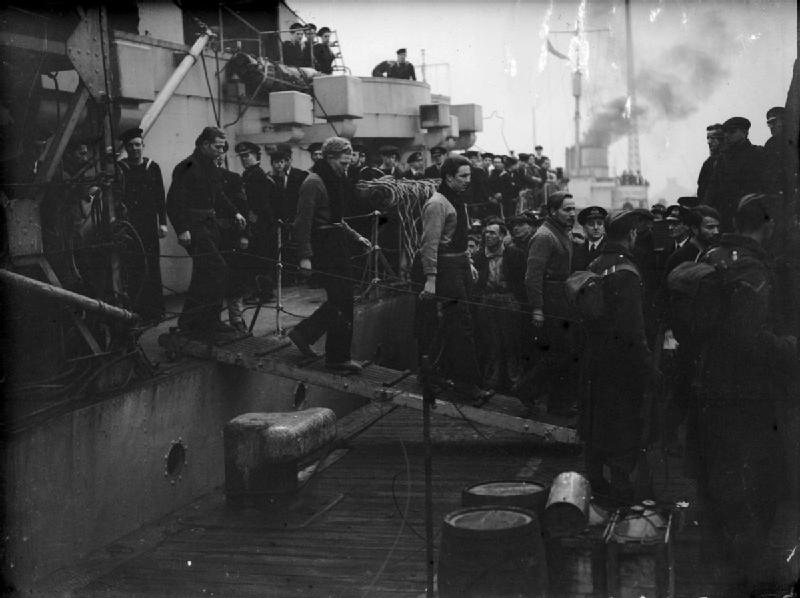
Überlebende von U 406 und U 386 werden in Liverpool an Land gebracht

Am 15. Februar 1944 meldete die Luftwaffe einen alliierten Geleitzug, der von Großbritannien mit Kurs Nordamerika aufbrach. Die U-Bootführung reagierte mit der Aufstellung der U-Bootgruppen Hai 1 und Hai 1, die nach Maßgabe der von Karl Dönitz entwickelten Rudeltaktik das Gefecht mit dem Konvoi suchen sollten. Die britische Fregatte HMS Spey, Führungsschiff der 10. Geleitsicherungsgruppe, spürte U 406 am Nachmittag des 18. Februar mit ASDIC auf und griff das Boot anschließend mit Wasserbomben an. Es gelang Kommandant Dieterichs, das Boot auftauchen und die Evakuierung einleiten zu lassen, während die britische Fregatte U 406 mit Artillerie beschoss, einen Rammversuch unternahm und weitere, flach eingestellte Wasserbomben warf. Als Kommandant Dieterichs als erster auf dem Turm erschien, wurde er durch Maschinengewehrfeuer der Spey erschossen. Sein Boot wurde um 14:30 Uhr durch den Angriff der HMS Spey versenkt.
Bei der Versenkung von U 406 kamen 12 Besatzungsmitglieder ums Leben, unter ihnen der Kommandant. Die restlichen 42 Mann wurden von der HMS Spey aufgenommen.